# Julio Torres (cómico)
Julio Torres (San Salvador, 11 de febrero de 1987) es un guionista, cómico y actor salvadoreño. Es conocido sobre todo como guionista del programa estadounidense Saturday Night Live (SNL) y como cocreador, guionista y productor ejecutivo de la serie de HBO Los Espookys. Anteriormente escribió para el programa The Chris Gethard Show en el canal TruTV.

## Trayectoria
Torres nació en 1987 en San Salvador, El Salvador. Su padre es ingeniero civil y su madre es arquitecta y diseñadora de moda; ella, junto con su hermana diseñadora, ha colaborado con él en sus proyectos de humor. Se mudó a Nueva York para asistir a la universidad privada The New School, donde se licenció en estudios literarios en 2011. Su objetivo siempre había sido dedicarse a escribir comedias.
Trabajó como guionista en el programa telefónico de humor y entrevistas The Chris Gethard Show antes de ser contratado para escribir en Saturday Night Live (SNL). Trabajó en SNL de 2016 a 2019, escribiendo sketches como  "Papyrus" y "Wells for Boys". Fue nominado a cuatro premios Emmy como miembro del equipo de guionistas de SNL. También ha aparecido en The Tonight Show y otros programas de entretenimiento nocturno. La crítica suelen describir su humor como "de otro mundo" y "surrealista", con elementos fantásticos y un trasfondo melancólico.
Tras proponer una comedia en español a HBO, el cómico Fred Armisen contrató a Torres y Ana Fábrega a coescribir la serie. Armisen y Torres se habían conocido cuando el primero presentaba SNL. Torres también fue codirector y actor del proyecto, que se convirtió en Los Espookys. La primera temporada se emitió en 2019 y fue renovada para una segunda temporada ese mismo año. Torres interpreta a Andrés, un rico heredero que busca respuestas sobre su misterioso pasado.
Su especial de comedia My Favourite Shapes se estrenó el 10 de agosto de 2019 en HBO. Fue dirigido por su colaborador habitual Dave McCary y producido por Fred Armisen y Lorne Michaels.
Torres interpretó al camarero gay Jules en la comedia de 2021 Together Together.

### Vida personal
Torres es vegano, y abiertamente homosexual.

## Filmografía

### Cine
| Año  | Título                             | Papel     | Notas                        |
| ---- | ---------------------------------- | --------- | ---------------------------- |
| 2019 | My Favorite Shapes by Julio Torres | Él mismo  |                              |
| 2021 | Together Together                  | Jules     |                              |
| 2023 | Nimona                             | Diego     |                              |
| 2023 | Problemista                        | Alejandro | También director y guionista |

### Televisión
| Año             | Título                                 | Papel                        | Notas                                                 |
| --------------- | -------------------------------------- | ---------------------------- | ----------------------------------------------------- |
| 2015-2016       | The Chris Gethard Show                 | Él mismo                     | 2 episodios                                           |
| 2015-2016       | The Special Without Brett Davis        | Varios roles                 | 6 episodios                                           |
| 2016            | Horace and Pete                        | Joven hipster                | 1 episodio                                            |
| 2016            | The Jim Gaffigan Show                  | QED MC                       | Episodio: "The List"                                  |
| 2016            | High Maintenance                       | Niño de la escuela de arte 2 | Episodio: "Tick"                                      |
| 2017-2019       | The Tonight Show Starring Jimmy Fallon | Corresponsal                 | 8 episodios                                           |
| 2017-2019       | Late Night with Seth Meyers            | Él mismo                     | 3 episodios                                           |
| 2017            | Comedy Central Stand-Up Presents       | Él mismo                     | Episodio: "Julio Torres"                              |
| 2019-2022       | Los Espookys                           | Andrés                       | Protagonista; también guionista y productor ejecutivo |
| 2019            | The Other Two                          | Jordan                       | Episodio: "Chase Turns Fourteen"                      |
| 2021            | Bob's Burgers                          | Rodrigo (voz)                | Episodio: "Y Tu Tina También"                         |
| 2021            | Shrill                                 | Ricochet                     | 3 episodios                                           |
| 2021            | Ziwe                                   | Él mismo                     | Episodio: "Inmigration"                               |
| 2021-actualidad | The Great North                        | Crispín Cienfuegos (voz)     | 12 episodios                                          |
| 2022            | Search Party                           | Quique                       | Episodio: "Kings"                                     |
| 2024            | Fantasmas                              | Julio                        | Creada y escrita por Torres, 6 episodios              |